# 買い物難民
買い物難民（かいものなんみん）、買物弱者（かいものじゃくしゃ）は、食料品や日用品などの買い物が困難になった人々。  

## 概要
過疎化や少子高齢化などに伴い小売店が撤退・廃業し、鉄道や路線バスなど公共交通機関が廃止・減便された地域で、遠方の小売店まで自家用車を行き来できず、買い物が困難になった人々、または、その現象を指す。そのため社会的弱者のうち特に交通弱者の問題と密接に関連し、自家用車があってもガソリンスタンドの廃業でこまめな給油が難しくなる「SS過疎地」では買い物弱者が生じうる。医療機関への通院などに支障が出れば医療難民となる。
2008年（平成20年）に出版された、杉田聡帯広畜産大学教授の著書『買物難民 もうひとつの高齢者問題』（大月書店）により、社会問題としてこの語が知られるようになった。ただし「難民」という語は本来「政治的迫害や武力紛争などから逃れて他国に渡った人」を指すため、経済産業省など行政機関や報道では「買い物（買物）弱者」と表記する場合もある。
過疎地だけでなく、都市部やその郊外の団地などでも発生している。自家用車がなくても行ける距離に小売店がある都市部でも、心身が衰えた高齢者は、自宅と鉄道駅・バス停でさえ遠いと感じられたり、幅が広い車道の横断が苦痛だったりすることもある。

## 商業地域の衰退

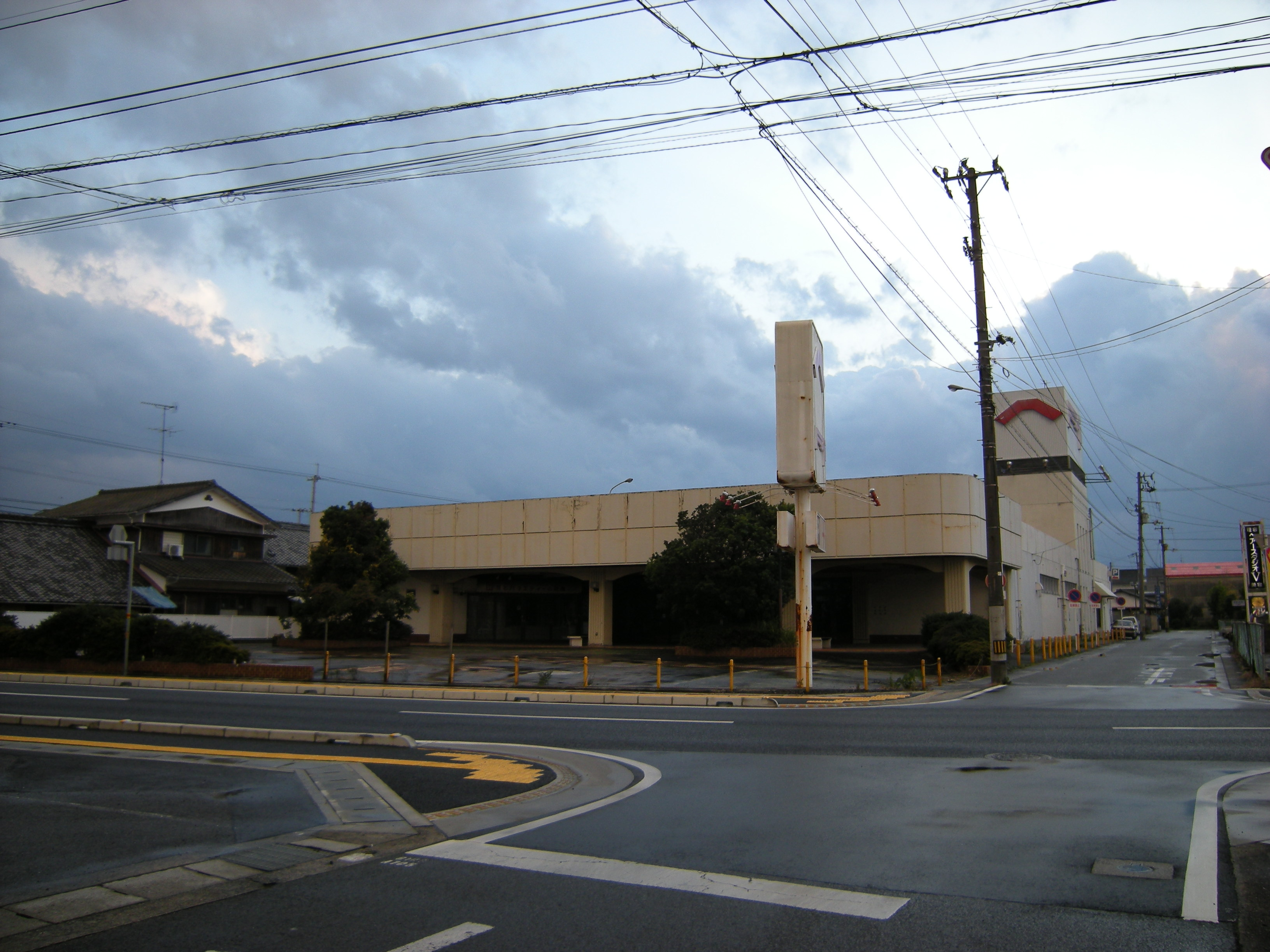
閉店した駅前型スーパーマーケットの例。愛媛県西条市（旧東予市）にて。
この店舗は最寄り駅の壬生川駅から約350mの場所に立地していたが、2014年時点で建物は解体されている。
右奥にかろうじて［P］の看板が見えるとおり、モータリゼーションの進んだ地方では集客の要となる駐車場の事情も良いとは言えない。
この会社は2018年10月時点、付近の県道沿いにロードサイド店舗を構えている。

全国商店街振興組合連合会（全振連）に加盟する商店街の店舗数は、2009年（平成21年）3月末で11万0,961店となり、最盛時の1997年（平成9年）に比べて約4万2,000店、商店街数自体も400か所近く減少している。
大規模店舗の進出を規制していた大規模小売店舗法（大店法）が2000年6月に廃止された。なお立法の趣旨は、均衡のとれた商業発展による消費者の保護であり「中小・個人商店の保護」自体ではない。これに代わって大規模小売店舗立地法（大店立地法）が1998年（平成10年）6月3日に公布、2000年（平成12年）6月1日から施行され、立法趣旨が大規模店舗と地域社会との調和に変わり店舗規模の規制はなくなった。これにより大規模店舗出店へのハードルは低くなった。
ただし商店街の衰退の原因は、大規模店舗（特に郊外のロードサイド店舗）の出店ばかりではない。モータリゼーションの進展による公共交通機関の衰退、都市部への人口一極集中（ストロー現象）による過疎化、少子化・高齢化および世代による価値観の変化（子供の職業選択の自由の尊重）に起因する後継者不足､(とりわけ大型追加投資を迫られる状況下での)損益分岐点との兼ね合いなど、様々な要因が絡み合っている。
また商店街や駅前のシャッター通り化などにより中小店舗が淘汰されるのみならず、百貨店やロードサイド店舗などの大型店舗が乱立し商圏人口に対してオーバーストアとなった結果、共倒れとなって閉店が相次ぐ例や、大規模ショッピングモールが無謀な出店計画などにより衰退し、中には廃墟化してデッドモールとなる例もある。

### 商店街衰退の原因
住宅地の徒歩・自転車圏内で小売を担ってきた商店街や駅前スーパーマーケットの衰退の原因として、以下のようなことが挙げられる。
- 建物の老朽化[10][11]
- 商店街としてまとまった行動を取れないまま、魅力が減退していく[10][11]
- 大規模店との競合[10][11]
- 後継者問題による個人商店の撤退[10][11]

モータリゼーションが進み、消費者の行動範囲が広い地方地域のみならず、東京23区などの都市部でも、商店の減少で買い物難民が発生する事例が出ている。

## 交通不便による原因

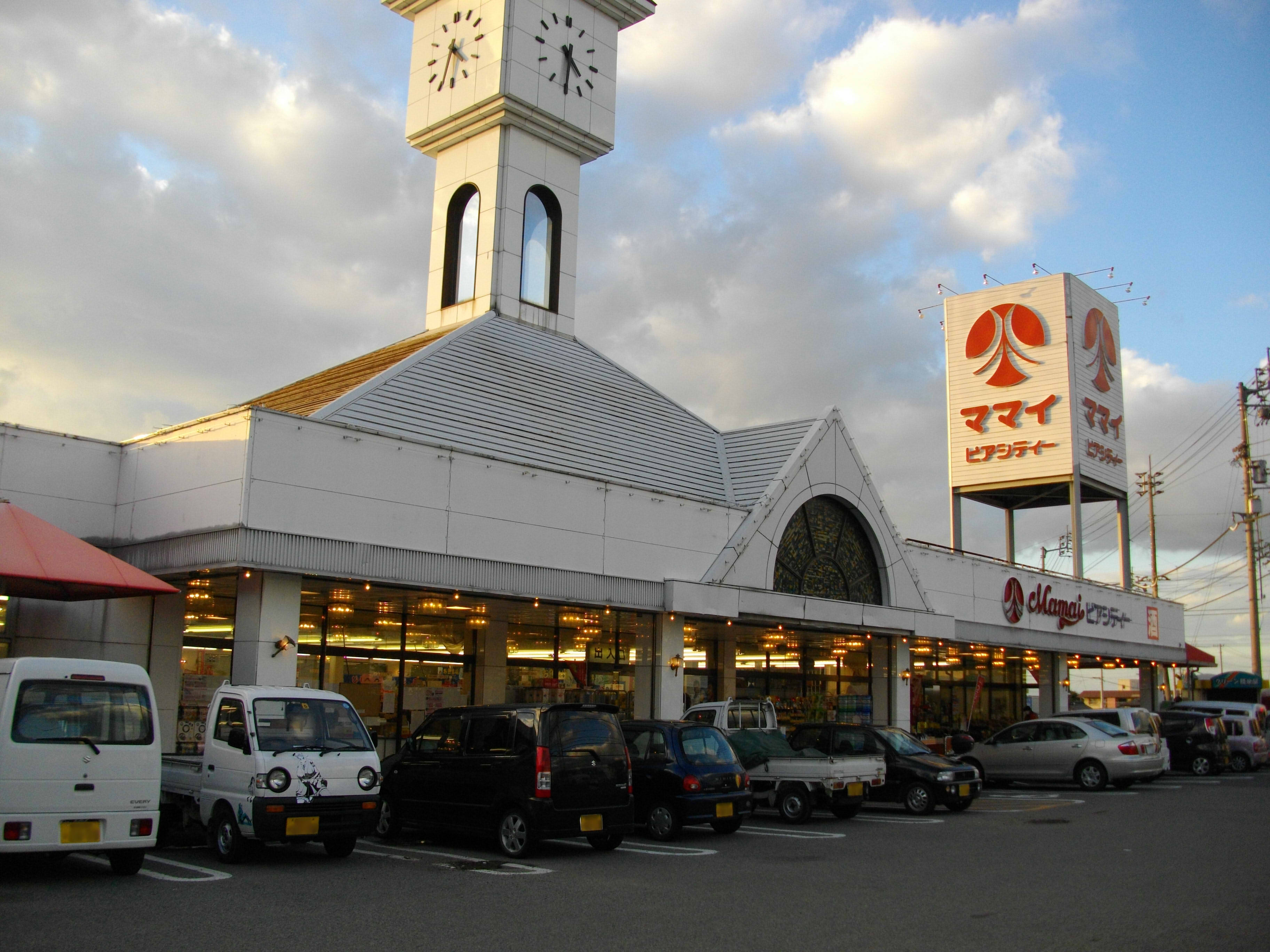
地方のスーパーマーケットと買い物客の軽自動車。
愛媛県四国中央市（旧土居町）にて撮影。

郊外型ショッピングモール（ロードサイド店舗）が地方へ出店したことで、これまで徒歩で来店できた地元の商店街が衰退したため、自動車・自転車等の運転が不可能ないし困難な高齢者や障害者などの交通弱者や、経済的理由で自動車を持てない者（一例として生活保護受給者は原則として自家用車を保有できない）などは、買い物に困るケースも発生している。
自家用車への依存度が高い地方ではもはや「一家に1台」ではなく「1人に1台」、すなわち「1世帯に人数分」の車を持つパターンも珍しくない。

複数台所有する場合は維持費の安さから軽自動車が選ばれることが多いため、軽自動車税の優遇税制見直し議論に対し地方だと｢優遇がなくなり増税されると買い物難民ほか通勤など、日常の移動に困るようになる｣と考える層が一定数存在している。例えば日本自動車工業会の調査では、「軽自動車（という制度）がなくなると車が持てない」と回答した層が30代で1割以上、高齢者層で2割以上存在する。また同調査で「車がないと支障が出る」と答えたのは、人口30万人以下の市では「通勤不可＋不便」で4割、「買い物に行けない」で25%ほどである。さらに人口10万人以下ではそれぞれ5割、3割に増えている。また「日常の買い物における移動距離が5kmを越える」という回答もある。
近年は日本の都市部でもカーシェアリングが普及しつつあるが、そもそも月極駐車場代など自家用車の維持費が高い都市部向けのビジネスであり、また本人名義のクレジットカードが必須となる場合が多い。

だが一方で車社会かつ人口が少なく利益の見込めない地方ではレンタカー・カーシェアリングビジネスの存在する地域はかなり限られる。特に大手レンタカー専業企業の店舗は県庁所在地や空港近辺を外れると人口10万人レベルの｢県内主要都市｣にならないと存在しないという状況があり、それ以外の地域ではあっても会社の選択肢がなかったり、それどころかいわゆる格安レンタカー(中古車と既存設備を活用した、零細整備工場やガソリンスタンドなどのサイドビジネス)すらない地域が多い。
またそもそもだが当該地域がSS過疎地となった場合など、自家用車やバイクを保有・運転できても買い物難民にならないとは言い切れないことにも留意しなければならない。

### 商業施設によるバス運行
このため、鉄道駅や市街地から離れた郊外型ショッピングモールでは、買い物難民対策と集客を兼ねてシャトルバスを運行する例もある。
運行形態は無料送迎バス、一般の路線バスと変わらないもの、ワンコインバスなどとして運賃を安くしたもの、買い物により運賃無料となるものなど様々である。実際の運行は地域のバス事業者やタクシー事業者に運行委託する場合もある。
特に地方で多店舗展開するイオングループにおいては、店舗と駅などを結ぶシャトルバスの運行例が多数みられる。
大型商業施設のシャトルバスの例

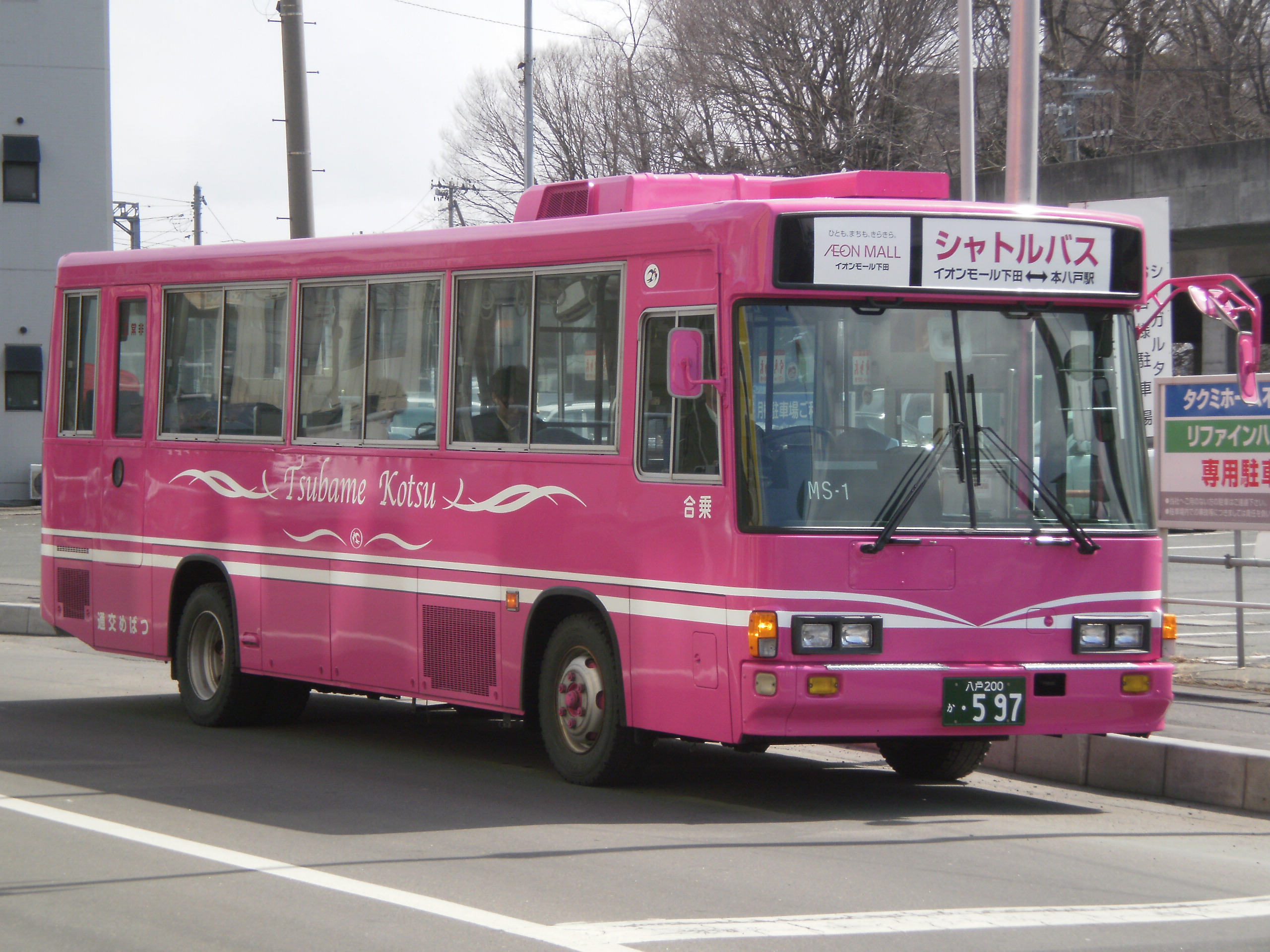
イオンモール下田（青森県上北郡おいらせ町）
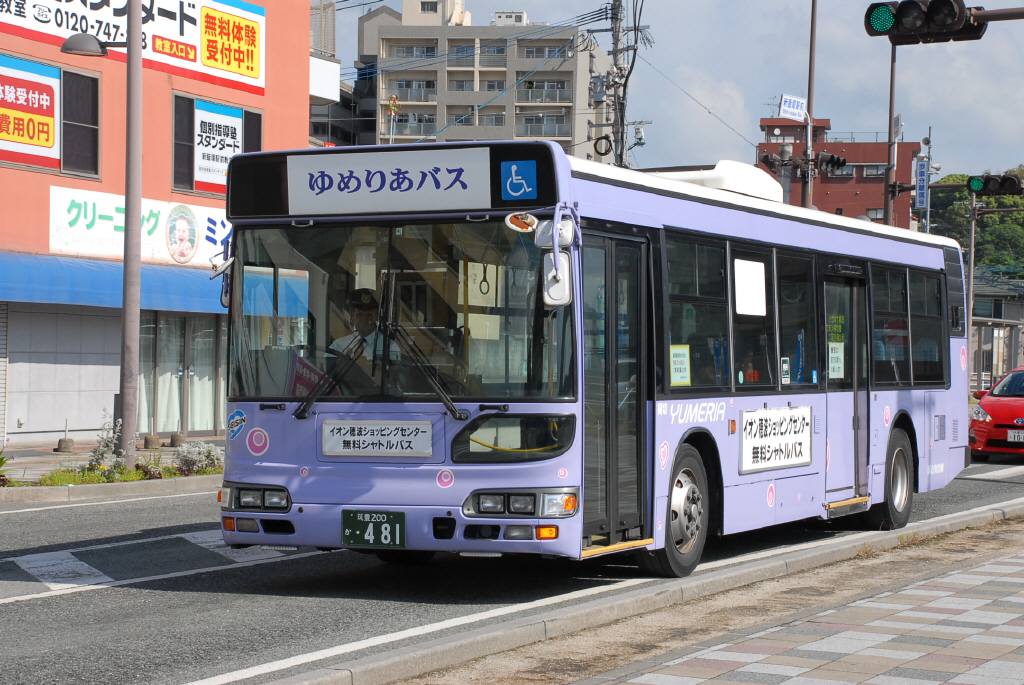
イオン穂波ショッピングセンター（福岡県飯塚市）
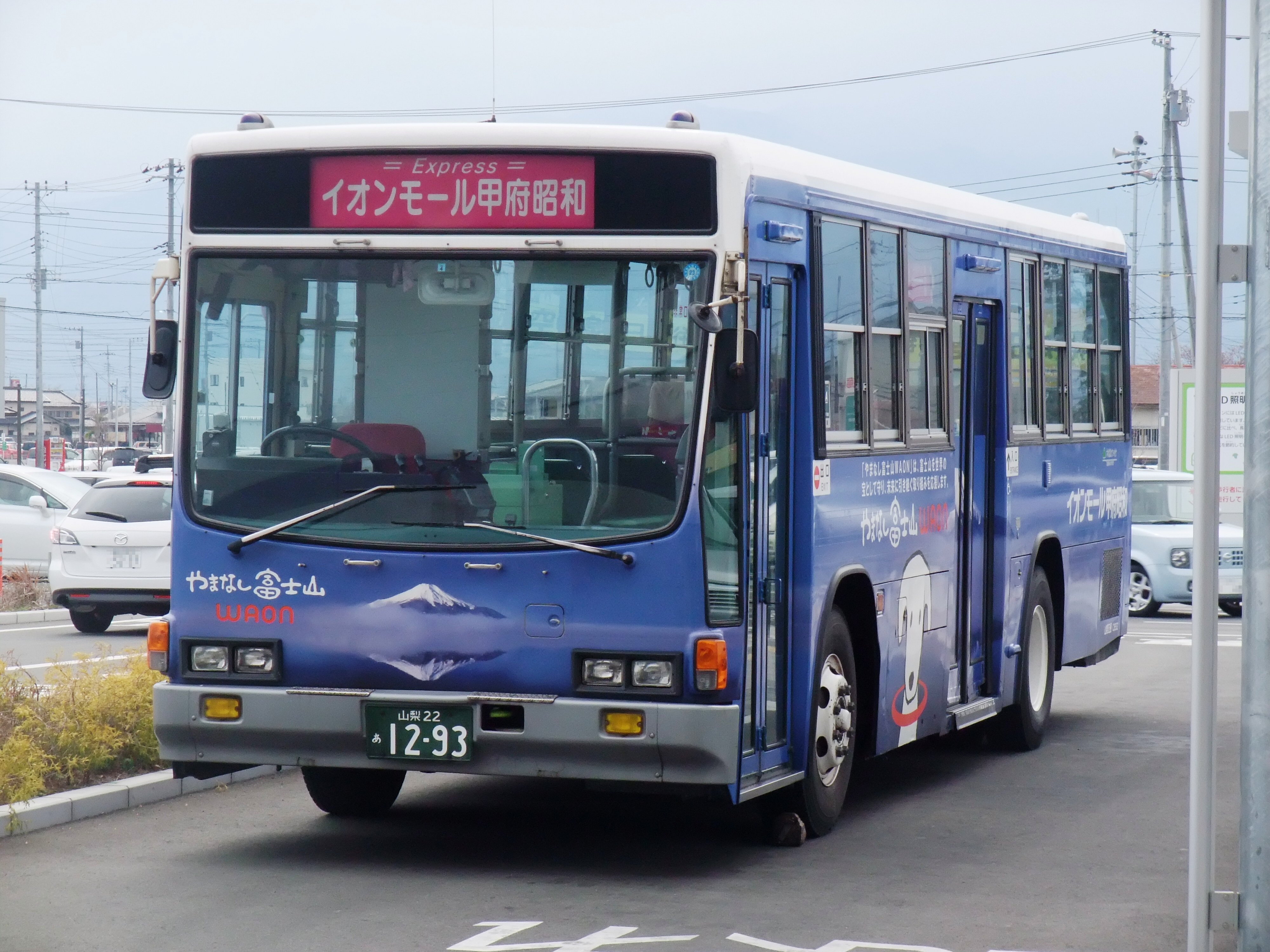
イオンモール甲府昭和（山梨県中巨摩郡昭和町）
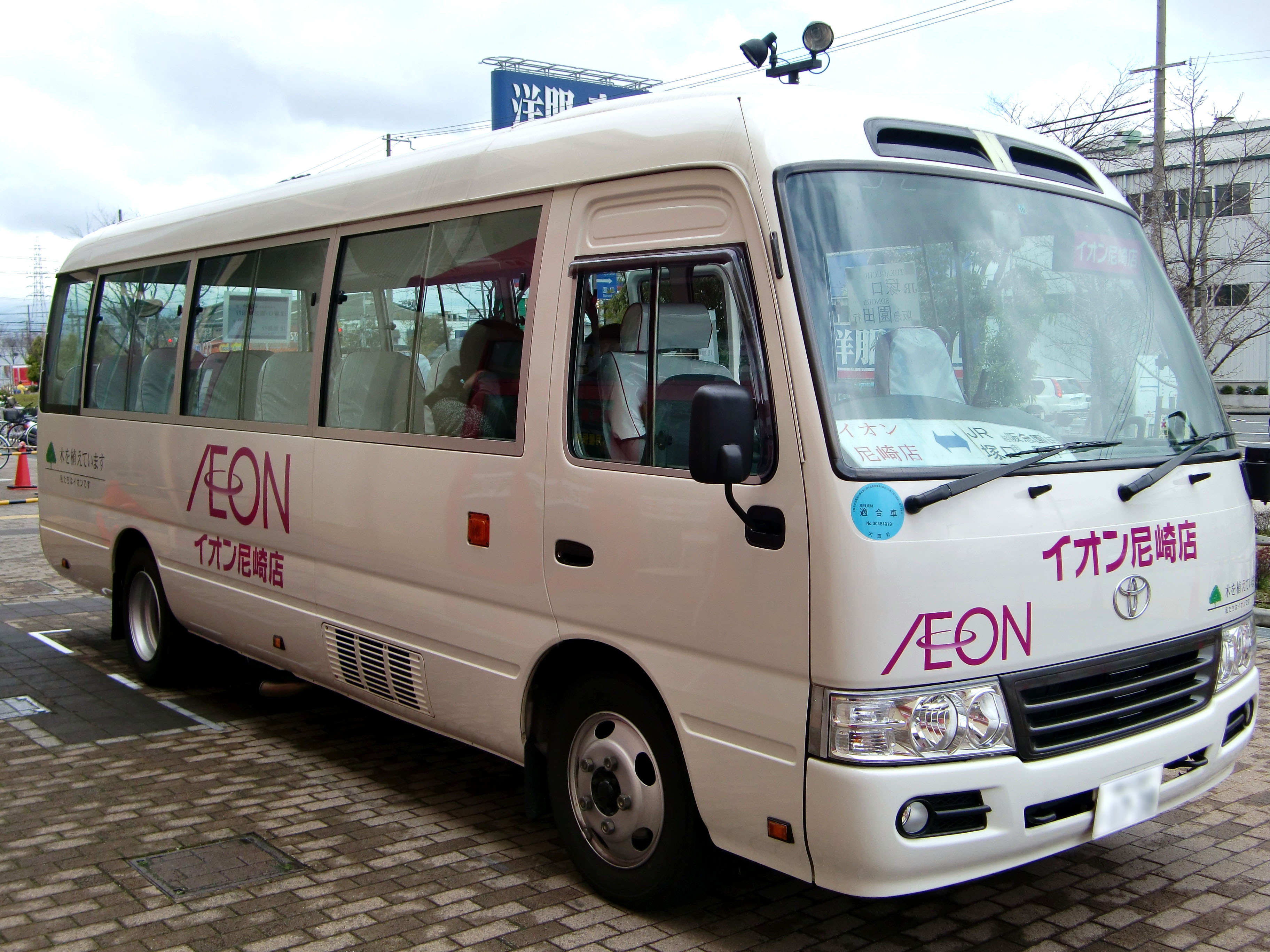
イオン尼崎店（兵庫県尼崎市）
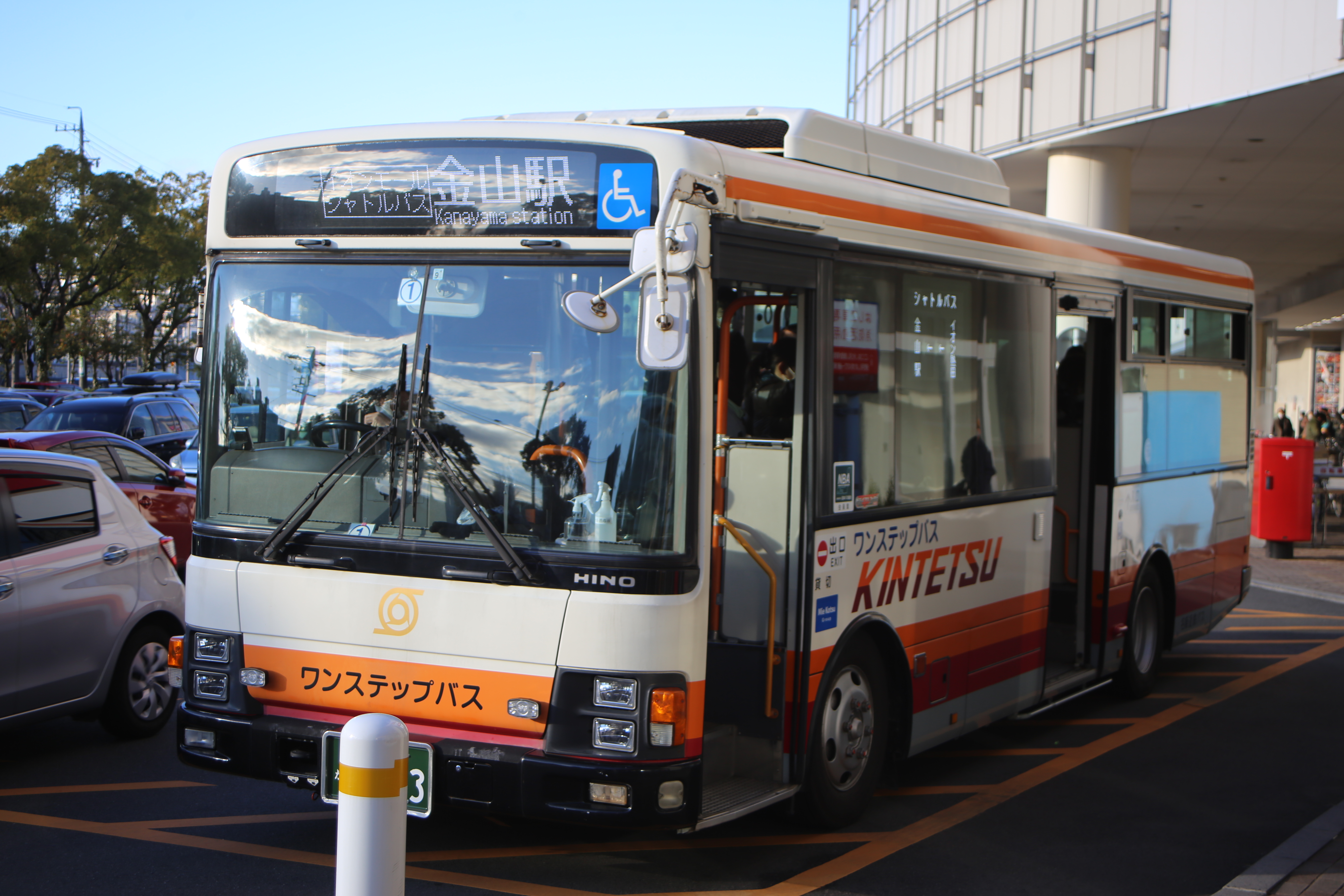
イオンモール熱田（名古屋市熱田区）

### 通販・移動販売の取り組み
行政側の取り組みとして、移動販売車やキッチンカーの巡回、宅配、買い物代行、交通支援、市民協働による店舗誘致、朝市開催による中心街復興施策などが行なわれている地域がある。
一般企業側の取り組みとして、とくし丸のように自動車による「移動スーパー」を手掛ける企業も現れている。近年では首都圏郊外でも、高度経済成長期に建設されたニュータウンでの高齢化に対応し、京王電鉄が沿線の多摩ニュータウンなどで自治体と提携して移動販売を始めるなど、都市部でも買い物難民対策としての移動販売が広がっている。
また通信販売事業を充実させ、送料無料や当日中に配達可能といったサービスを向上させたり、ネットスーパーの導入に取り組むスーパーマーケットもある。しかしそれらはインターネットを使用する注文であるため、パソコンやスマートフォンなどのIT機器操作が苦手な層（主に高齢者や一部の障害者）には利用が難しいという問題もある。
さらにネットスーパーは通販と異なり、配送エリアが限定されているためにエリア外だと利用できず、実店舗から商品をピックアップしてくるシステムのため配達可能な距離に店舗がないと利用できない場合が多い。中にはイオンネットスーパーのように店舗から離れた地域にも配送センターを設け、そこから配達するシステムをとる企業もある。
2011年の東日本大震災を教訓として開発された移動薬局車（モバイルファーマシー、災害対策医薬品供給車両など）が、平時でも過疎地の買い物難民対策として運用されている
。
移動販売車による生活必需品販売の例

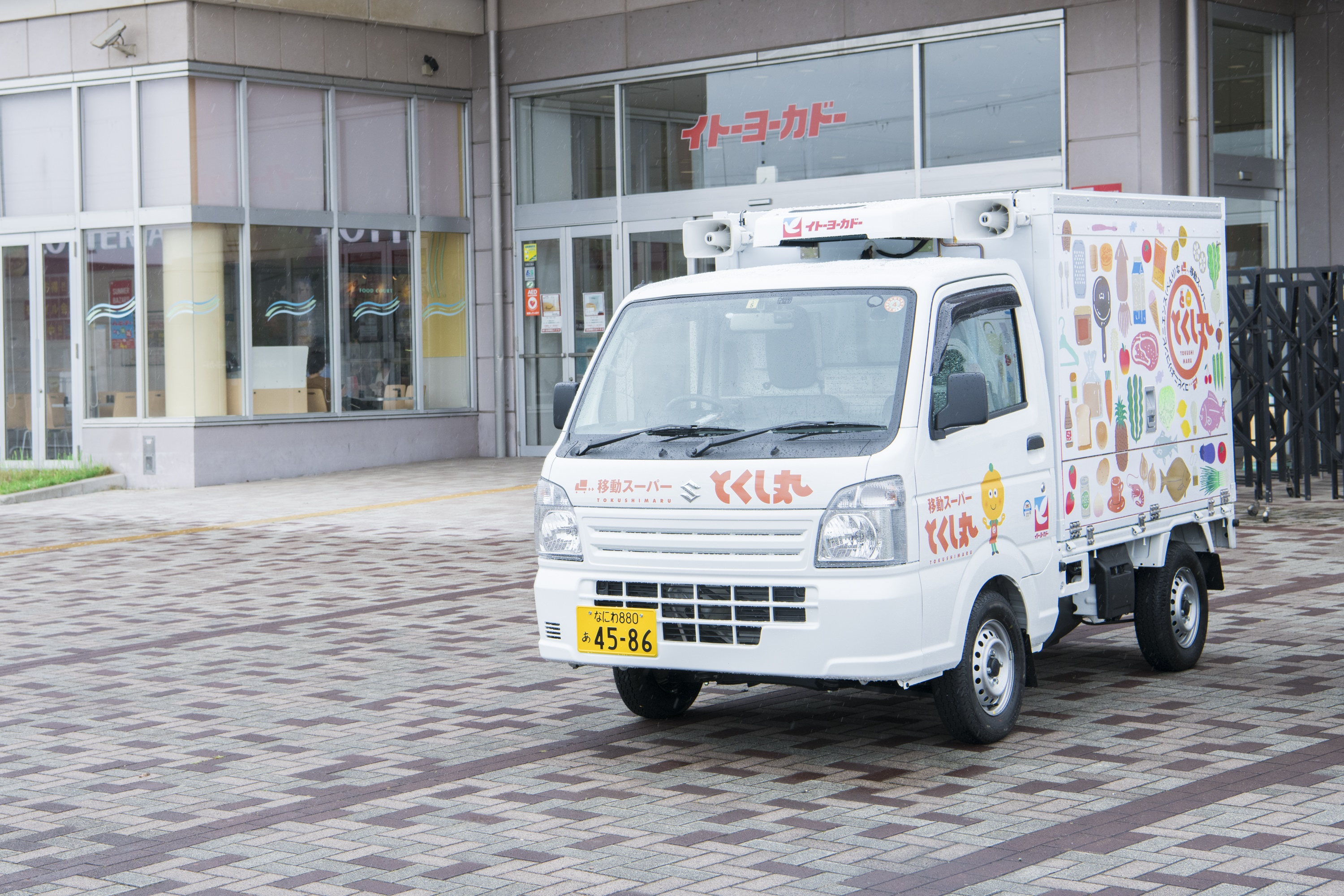
移動スーパー「とくし丸」
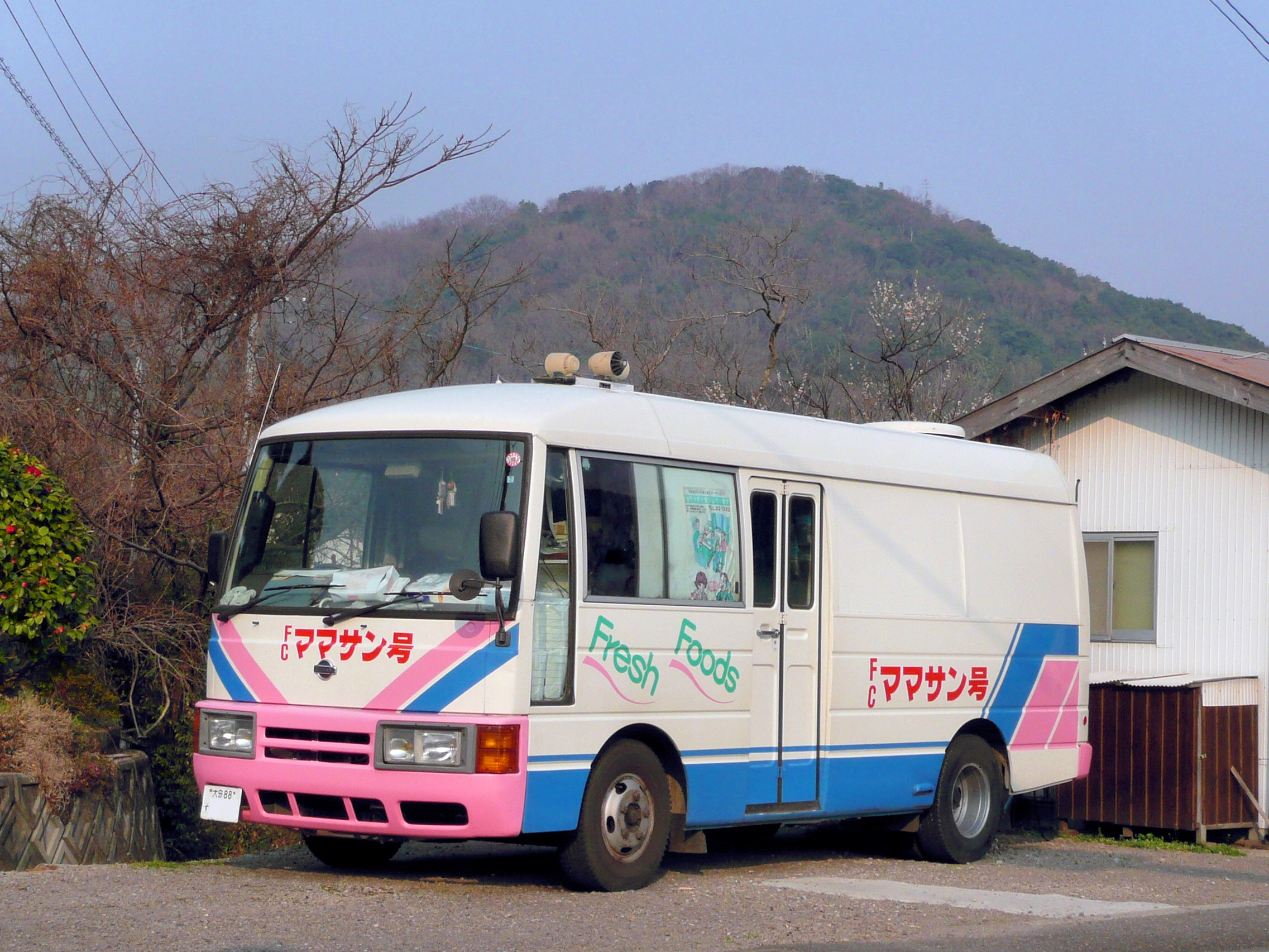
移動スーパー「寿屋ママサン号（大分県豊後高田市）
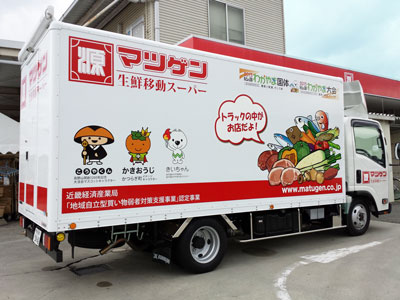
マツゲン「生鮮移動スーパー」（和歌山県） 近畿経済局「地域自立型買い物弱者対策支援事業」
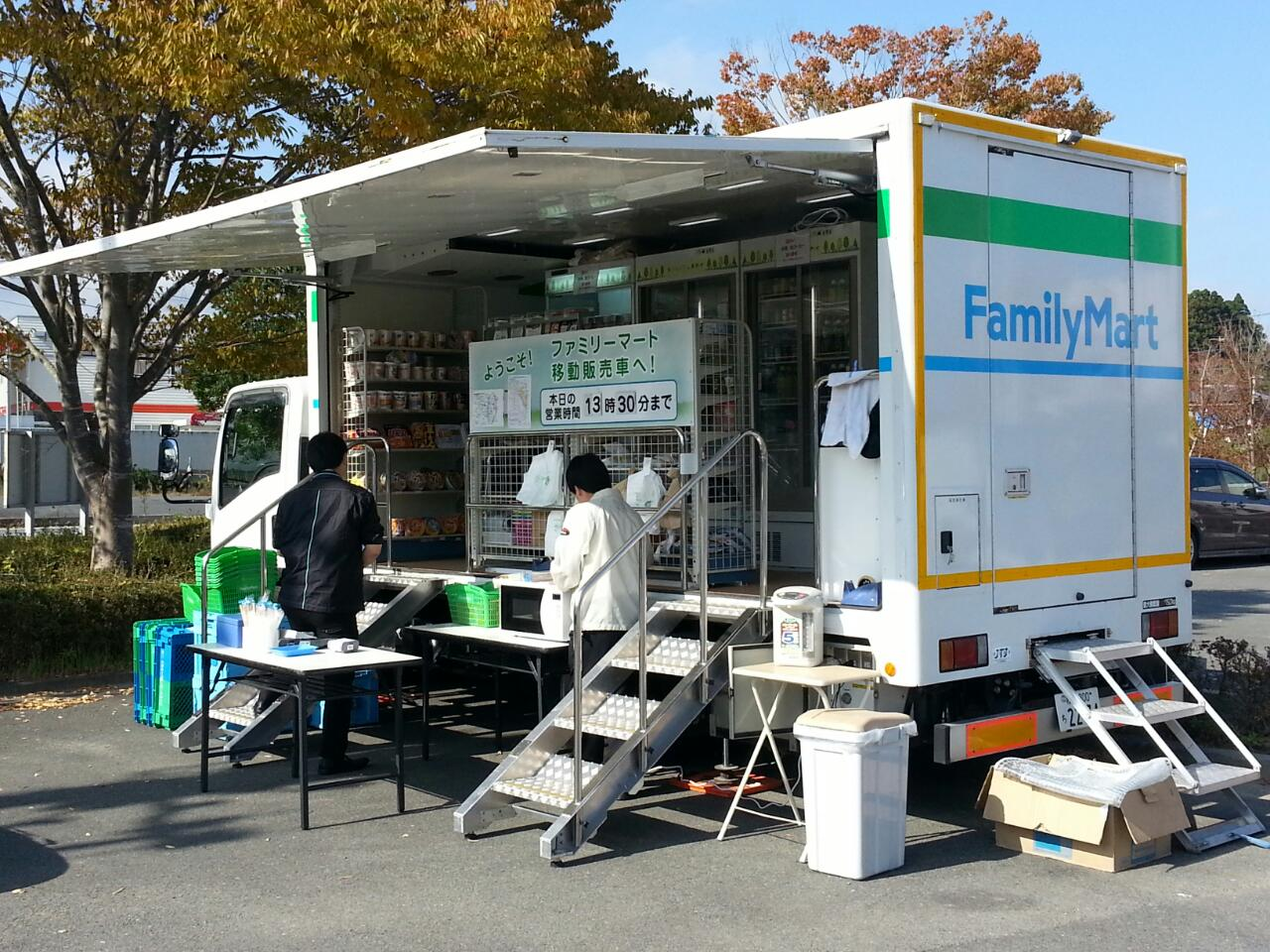
ファミリーマート「ファミマ号」（福島県南相馬市） 東北地方太平洋沖地震（東日本大震災）が地方へ出店したことで、被災地での移動販売

## アメリカ合衆国の事例
アメリカ合衆国のウォルマートの事例のように、
1. 商品数を多く扱える大規模店や専門店（ショッピングモールなど）が出店する
2. 地元の住民が大規模店などで購買を行うようになり、駅前スーパーや商店街の経営が圧迫される
3. 経営を圧迫された地元商店が閉店し、商店街が衰退する
4. 地元商店に納品するなど取り引きのあった業者の廃業が相次いで、街に失業者が増える。
5. 仕事を求めて他地域への移住が相次ぐ。
6. 人口の減少が顕著になって過疎化が進む
7. 過疎化によって売り上げ不振に陥った理由で大規模店・専門店が地域から撤退する
8. 結果として地域に商業インフラがなくなり、当地域の住民が買い物難民となる

のような経緯を経て、買い物難民が発生する場合がある。
アメリカのアニメ『サウスパーク』の「Grey Dawn（邦題:自由の国のシルバー暴走族）」では、あまりの交通事故の多さに高齢者の運転免許剥奪条例を制定した結果、自動車局の職員が買い物難民にする気かと高齢者から抗議を受け、それに対して「老人ホームに入れ」と返すと、別の高齢者が「死んだ方がマシ」と発言するという、この問題を皮肉に扱った内容がある。

## 対策
購入代行
買い物代行という、買い物難民の代わりに、買い物を代行する仕事が副業として注目されている。買い物代行は、副業や地域のボランティアとして行われるケースが多い。
おつかいタクシー
また、COVID-19感染で利用が減ったタクシー会社が、おつかいタクシーという購入代行サービスを行うケースもある。
宅配
宅配によって生活必需品を購入できるようなサービスが提供されるケースがある
移動販売・出張販売
買い物難民の多い地域に移動販売サービスが提供されるケースがある
買い物バス・乗合タクシー
予約型乗り合いタクシーや買い物バスなどによって、不特定多数が買い物を行うための移動手段として利用する。
小さな拠点
昭和の大合併前の町村規模の複数の集落の範囲において、中心となる集落内の徒歩圏に商店、医療機関、行政機関などの生活インフラを集積し、周辺集落とはコミュニティバスやデマンドバスで連絡することで利便性の低下を最小限に抑えるとともに公共交通機関や商店などの維持を目指す概念。